# Dai-Tōkyō Binbō Seikatsu Manual
Dai-Tōkyō Binbō Seikatsu Manual
(大東京ビンボー生活マニュアル Dai-Tōkyō Binbō Seikatsu Manyuaru) es un manga japonés de Maekawa Tsukasa, siendo su primera edición de mediados de los ochenta. La traducción aproximada es "Manual de vida a lo pobre en Tokyo Alto".

## La trama
El protagonista de Dai-Tokyo es Kōsuke, un universitario titulado que decide adoptar un estilo de vida sencillo con poco dinero. No tiene empleo fijo sino que realiza trabajos temporales y ayuda a sus vecinos a cambio de bienes y servicios. Su tiempo libre lo dedica a los placeres sencillos de la vida, la lectura, conversar con sus vecinos y salir con su novia. Actuando así Kōsuke rompe con muchas tradiciones de la sociedad japonesa, por ejemplo al no adoptar el estereotipo del "salaryman", empleado con salario fijo devoto de la empresa y dedicado a su promoción y mejora económica. Sin embargo Kōsuke es respetado y agrada a sus vecinos y amigos aunque lo consideran a él y a su estilo un poco peculiares. En el fondo, el modo en que Kōsuke mezcla la vida "austera" con la cultura y los valores tradicionales afirma, más que niega la cultura japonesa y sus tradiciones.

## Uso de la palabrabinbo
Tanto en el título como en toda la obra, Maekawa decidió escribir la palabra japonesa para indicar pobreza: binbō, usando el silabario katakana en lugar de ideogramas por dos razones.
En primer lugar, usando el katakana en lugar de un modo de escritura más tradicional le otorga mayor énfasis (de modo parecido al uso de letras en negrita). En segundo lugar, para indicar que el significado no es exactamente el tradicional de pobreza en sentido estricto, sino el particular modo de vida austera que el personaje decide libremente para él.
Así, aunque existen ideogramas de uso común y fácilmente reconocibles para escribir pobreza: 貧乏, se utiliza el silabario katakana para escribir la palabra: ビンボー.

## 'Binbo' como un estilo de vida
La primera página del manga ya declara su ideología: un ejército de personajes del manga levantando banderitas de Japón gritando: "¡la extravagancia es el enemigo!". En el fondo se levantan dos pancartas que dicen "La pobreza está de moda" (ビンボーはファションだ Binbou wa fashon da) y
"La pobreza es una ideología, es la misma vida" (ビンボーは思想だ　人生そのものだ Binbou wa shisou da / Jinsei sono mono da).
Maekawa usa la bandera de Japón para mostrar que la imagen más asociada a Japón (la del trabajo duro, el autosacrificio, la del hombre de empresa asalariado) no representa todo lo que puede vivirse en Japón.
La obra es al mismo tiempo una condena al exceso de lujo y superconsumismo de la mayoría de la sociedad dominante y un ensalzamiento de aquellos que se quedan fuera de la corriente de la sociedad japonesa. De hecho el título del primer capítulo anuncia: "Soy un aliado de los pobres" (私、ビンボー人の味方です Watashi, binbou-jin no mikata desu). El mensaje de que no se han de poseer muchos bienes para sentirse feliz se repite a lo largo de toda la obra.
La ideología 'binbō' del manga se puede considerar similar al movimiento de simplicidad voluntaria aunque Maekawa alega razones diferentes para rechazar el estilo de vista consumista.

## Dai-Tokyo como guía de supervivencia
Aunque el principal cometido de Dai-Tokyo pueda ser el entretenimiento y la propaganda política también sirve como una guía fácil para vivir con éxito y felicidad al estilo pobre.
Toda la segunda página del manga muestra ejemplos de 'vida barata' con muchos ejemplos prácticos concretos sobre como ahorrar dinero en comida, bebida, calzado, accesorios etc. Hay más ejemplos dispersos a lo largo de la obra, formando parte de las historias. Aparte de los ejemplos específicos sobre el ahorro también se describen actividades gratuitas como juegos, eventos culturales, festivales y cosas por el estilo.
Aunque el manga está únicamente disponible en Japón ha llegado a ser recomendado a viajeros a Japón como guía para disfrutar de su estancia sin gastar demasiado. 
Algo similar a la propuesta hecha en sitios relacionados como;
- SunCampDR

## Publicación
No existe publicación oficial al español y por tanto tampoco hay un título español oficial. Sí existen traducciones de viñetas sueltas al inglés por parte de la revista Mangajin con fines educativos.
El manga original ha sido recopilado en cinco volúmenes (tankōbon) en dos ocasiones por dos editoriales distintas:
- Wide KC Morning (ワイドKCモーニング)
  - Dai-Tokyo Binbo Seikatsu Manual Vol. 1 (1987) ISBN 4-06-176527-2
  - Dai-Tokyo Binbo Seikatsu Manual Vol. 2 (1988) ISBN 4-06-176533-7
  - Dai-Tokyo Binbo Seikatsu Manual Vol. 3 (1988) ISBN 4-06-176539-6
  - Dai-Tokyo Binbo Seikatsu Manual Vol. 4 (1989) ISBN 4-06-176554-X
  - Dai-Tokyo Binbo Seikatsu Manual Vol. 5 (1989) ISBN 4-06-176567-1
- Kodansha Manga Library (講談社まんが文庫 Kōdansha Manga Bunko)
  - Dai-Tokyo Binbo Seikatsu Manual Vol. 1 (1995) ISBN 4-06-260042-0
  - Dai-Tokyo Binbo Seikatsu Manual Vol. 2 (1995) ISBN 4-06-260043-9
  - Dai-Tokyo Binbo Seikatsu Manual Vol. 3 (1995) ISBN 4-06-260044-7
  - Dai-Tokyo Binbo Seikatsu Manual Vol. 4 (1995) ISBN 4-06-260053-6
  - Dai-Tokyo Binbo Seikatsu Manual Vol. 5 (1995) ISBN 4-06-260054-4

- Datos: Q5208970